# Aufstand von Tschiprowzi
Der Aufstand von Tschiprowzi (bulgarisch Чипровско въстание Tschiprowsko wastanie) war ein Aufstand der bulgarischen Bevölkerung in der Region um Tschiprowzi nördlich des Balkangebirges gegen die bis dahin fast 300 Jahre andauernde osmanische Herrschaft.

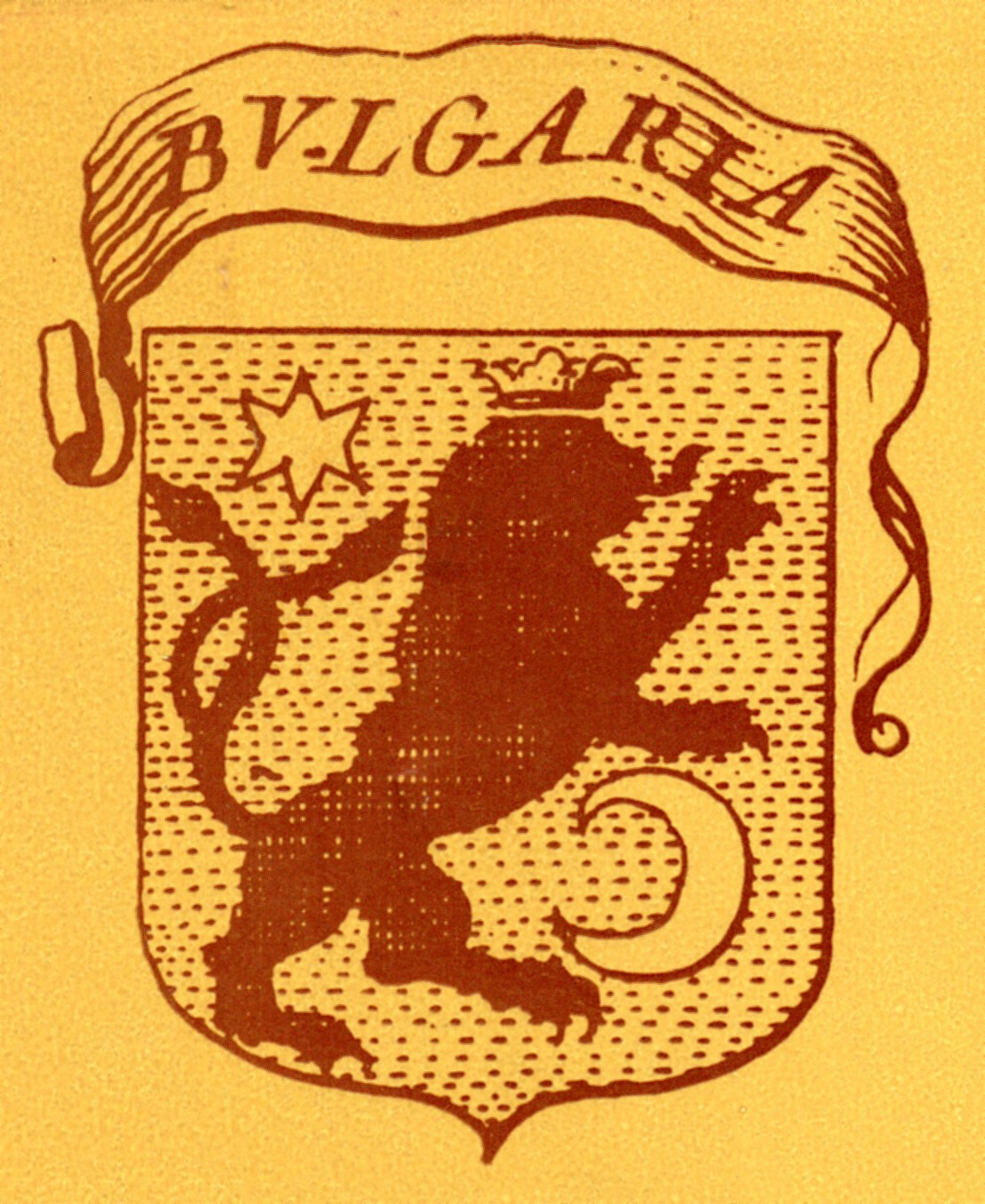
Das von Petar Bogdan vorgeschlagene Wappen Bulgariens

Der Aufstand brach 1688 aus, nachdem die kaiserlichen Truppen unter dem Kommando von Max Emanuel am 6. September 1688 Belgrad eingenommen hatten. Er wurde von Nachfahren katholischer Bergleute aus Sachsen und bulgarischer Katholiken organisiert sowie von der orthodoxen Bevölkerung mitgetragen. Tschiprowzi und die umliegende Orte hatten damals um die 6000 Einwohner. Die acht Abteilungen der Aufständischen unter den Hauptleuten Marinow, Stanislawow, Andrejnin und weiteren zählten jeweils einige hundert Kämpfer. Nachdem die nächste türkische Garnison angegriffen und vernichtet wurde, folgte der Gegenangriff des Sofioter Beglerbegs und seines ungarischen Verbündeten Emmerich Thököly. Die eingesetzten Baschibosuken und weitere irreguläre Truppen richteten ein Gemetzel unter der Bevölkerung an und zerstörten die Orte Tschiprowzi, Schelesna, Klisura und Kopilowzi. Es wurden mindestens Tausend Menschen umgebracht, „zweitausend Knaben und Frauen versklavt“ (wie Knjazhevic berichtet), etwa dreitausend Bewohner der Gegend flüchteten nach Norden. Sie siedelten sich mit Zustimmung Kaiser Leopolds I. nördlich der Donau, im Banat an und bildeten dort über Jahrhunderte bulgarische Dorfgemeinschaften, wie die bis ins 20. Jahrhundert dort lebenden und auch so genannten Banater Bulgaren.
Einer der Initiatoren und Mitorganisator war der Bischof Petar Bogdan, der die erste Geschichte Bulgariens verfasste und katholischer Erzbischof Bulgariens, der Moldau und Walachei war.
Einer der Vertrauten des Kardinals Buonvisi spielte während des Aufstands als Offizier eine erhebliche Rolle: Er stammte aus der Tschiprower Familie Markanic und wurde nach einer Bemerkung der ehemaligen Königin Christine von Schweden der „bulgarische Graf Marciano“ genannt.